# تورانيا
تورانيا؛ هي كومون (البلدية) في مقاطعة رييتي في منطقة لاتيوم الإيطالية، تقع حوالي 50 كيلومتر (31 ميل) شمال شرق روما وعن 30 كيلومتر (19 ميل) جنوب شرق رييتي.
تقع تورانيا على حدود البلديات التالية: كارسولي، كولالتو سابينو، كوليجيوف، بوزاغليا سابينا، فيفارو رومانو.